# Церковь Святого Павла (Берген)

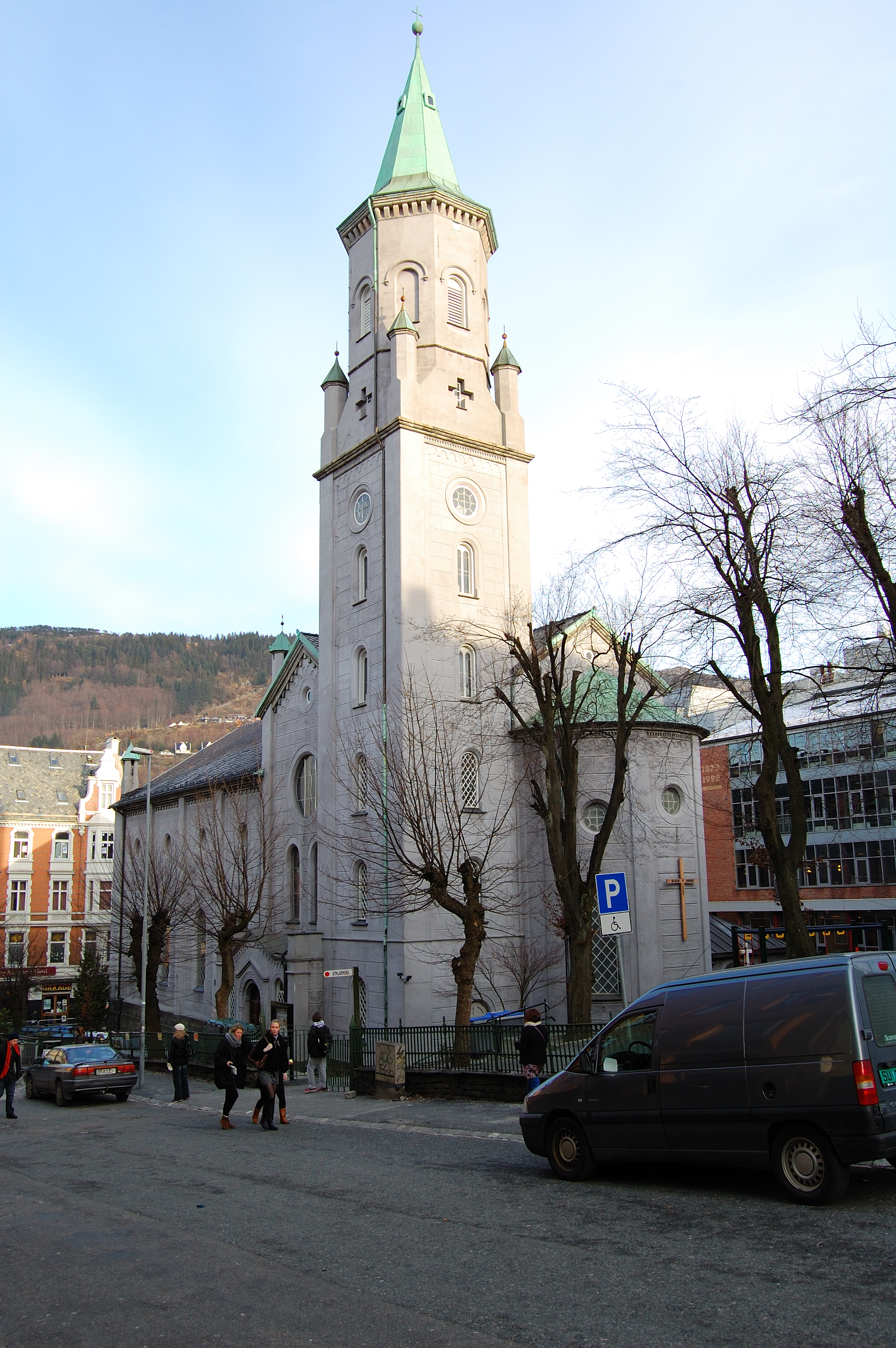
Церковь Святого Павла (Берген, Норвегия).

Церковь Святого Павла (норв. Sankt Paul katolske kirke) — католическая церковь в городе Берген (Норвегия).

## История
Католический приход в Бергене был основан в 1858 году. В 1870 году в городе была построена церковь Святого Павла. В конце 2004 года приход Святого Павла в Бергене насчитывал около четырёх тысяч человек. В 2009 году численность католиков в Бергене значительно увеличилась за счёт эмигрантов, среди которых большинство составляют поляки и чилийцы. Из-за значительного увеличения количества верующих возникла необходимость постройки новой церкви. В 2002 году в Бергене была построена ещё одна католическая церковь Святого Иакова.
В Бергене существует также католическая школа Святого Павла.